# Ходяков, Александр Константинович
Александр Константинович Ходяков (1908—1942) — советский государственный и хозяйственный деятель.
Уроженец Тверской губернии. Образование высшее, инженер. Член ВКП(б) с 1928 г.
- В 1937—1939 директор завода № 68 НКБ в Невьянске (корпуса снарядов сухопутной артиллерии).

- Постановлением СНК СССР от 28.01.1939 назначен заместителем Народного Комиссара Боеприпасов СССР.

- Постановление СНК СССР от 19.05.1940 назначен членом Совета по оборонной промышленности при СНК Союза ССР с освобождением от обязанностей заместителя Народного Комиссара боеприпасов.

Арестован 30.05.1941 г. по делу «О вредительстве в системе наркомата боеприпасов» (из-за неравномерного распределения заказа по заводам был сорван план по выпуску зенитных снарядов 37 мм и 85 мм, и бронебойных снарядов 76 мм). Особым совещанием при НКВД СССР 13.02.1942 г. приговорен к высшей мере наказания и в тот же день расстрелян. Реабилитирован 19 ноября 1955 года.
Семья: жена Домна Ивановна, дети — Владимир, Евгений, Александр, Галина и Юрий 1928, 1932, 1935, 1938 и 1940 годов рождения соответственно.
Награждён орденом Ленина (22.05.1939).